# Monastère Saint-Nicolas de Vitré
Pour les articles homonymes, voir Monastère de Saint-Nicolas.
Le monastère Saint-Nicolas est un ancien établissement conventuel situé à Vitré. Construit à partir du XVIIe siècle dans son état actuel, il trouve de fait ses origines dans les hôpitaux Saint-Nicolas et Saint-Yves médiévaux fondés dès le XIIe – XIIIe siècle. Cet édifice représente dès lors, avec la chapelle attenante, la dernière trace matérielle d'un des plus vieux hôtels-Dieu français.

## Histoire

### La fondation de l'hôtel-Dieu médiéval
En 1192, Emma de Vitré fonde une chapelle dédiée à saint Nicolas qui devient hospice dès 1205. Cependant, en raison de la construction des remparts de la ville décidée par le baron André III de Vitré, l'établissement est déplacé sur la Vilaine, sur son site actuel, en 1222. Rapidement, un bourg, nommé Rachapt, se forme autour ; celui-ci est cité dès 1227. L'installation d'un hôpital dans une ville déjà densément pourvue en édifices religieux révèle alors le poids démographique médiéval de Vitré. Plus encore, bien que plus mineur, est attesté en 1369, un hôpital Saint-Yves attenant ; les deux établissements sont réunis et passent sous gestion municipale en 1578 sous l'appellation commune « d'hôpitaux Saint-Nicolas et Saint-Yves ».
Il ne reste néanmoins que peu d'éléments antérieurs au XVe siècle, période où est bâtie la chapelle Saint-Nicolas, dont la richesse ornementale reflète l'essor économique vitréen.

### Le monastère hospitalier
Selon Paul Paris-Jallobert, les bourgeois de Vitré se plaignent en 1654 de l'état de délabrement des hôpitaux Saint-Nicolas et Saint-Yves, dont la gloire semble révolue. Ils demandent, avec le soutien du baron Guy XV de Vitré, à l'évêque de Rennes Henri de La Mothe-Houdancourt que s'y établissent des sœurs hospitalières pour pouvoir au mieux aider les indigents. En effet, Vitré est alors une ville en pleine explosion démographique ; la ville dépasse les 10 000 habitants du temps de la naissance de Madame de Sévigné et en compte encore trois mille de plus en 1700, ce qui en ferait la troisième ville de Bretagne, derrière Rennes et Nantes. Les hôpitaux médiévaux ne sont alors plus en mesure de faire face à l'afflux des plus pauvres et tombent petit à petit en décrépitude.
.

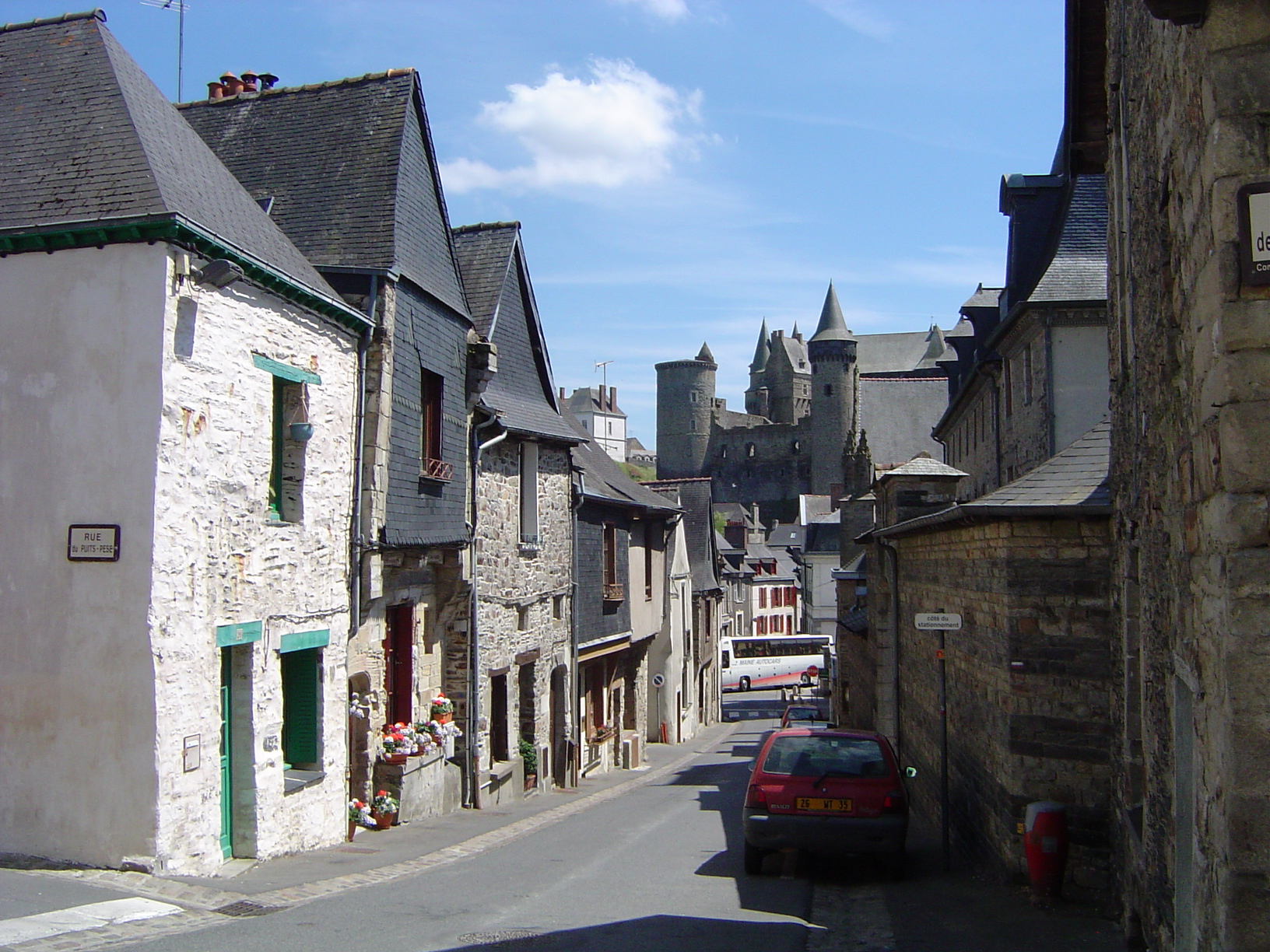
Le monastère et la chapelle au sein de l'ancien faubourg du Rachapt surplombé par le château de Vitré.

Arrivent à Vitré le 3 août 1655 cinq religieuses bretonnes et normandes de la Miséricorde de l'ordre de Saint Augustin dans le cadre de la réunion des États de Bretagne en ville. Le 10 septembre de la même année elles sont officiellement admises dans les hôpitaux et obtiennent le droit d'user de la chapelle des hospices, leur permettant de ne pas avoir à en construire une elles-mêmes. En 1657 débute la construction du monastère, dans un style architectural humble, en lieu et place de quelques maisons du Rachapt qu'elles avaient achetées, édifiant de fait le monastère en côte douce, là où les hôpitaux étaient jusque-là exclusivement sur les bords de Vilaine. Entre 1675 et 1707, un nouveau temps d'édification donne au monastère sa forme définitive, tandis qu'il devient peu à peu, avec la chapelle, le seul héritier des hôpitaux médiévaux. C'est de cette époque que naît la confusion entre l'hôtel-Dieu et le monastère. Sont ainsi construites de nouvelles ailes, le toit et les clochetons sont érigés et un cloître naît mais ne sera jamais achevé, l'un de ses quatre côtés n'étant jamais construit. Le jardin est aménagé derrière cette cour, aux pieds des Tertres-Noirs ; le nouveau monastère pousse les hôpitaux à se renfermer sur eux-mêmes, leur accès étant désormais strictement réglementé alors qu'ils doivent devenir largement auto-suffisants.
Selon Amédée Guillotin de Corson, les religieuses deviennent de grands propriétaires terriens de la baronnie de Vitré, possédant des terres tant en ville, qu'à Étrelles ou Pocé. Ainsi, en 1790 elles déclarent 7 422 livres de rentes. Leur importance est telle pour la communauté qu'elles n'ont pas été chassées à la Révolution, ont traversé les temps de la Terreur et de la Chouannerie, faisant perdurer le monastère et donc les hôpitaux Saint-Nicolas et Saint-Yves au XIXe siècle. En effet, l'ensemble architectural était situé au cœur du quartier du Rachapt, où régnaient les milieux interlopes, la prostitution et la pauvreté, qui ont toujours très fortement marqué cet ancien faubourg médiéval comme l'atteste l'ancienne tannerie située en face de la chapelle Saint-Nicolas, bâtiment qui témoigne souvent de quartiers pauvres et difficiles. Les dernières religieuses quittent le monastère en 1978.

### Nouvelles vocations contemporaines et réaméagements
En 1986, l'hôpital de Vitré est définitivement transféré en périphérie de la ville vers un centre hospitalier dont la construction a suivi le conseil de Simone Veil, qui, en visite en Bretagne en 1979 alors qu'elle était ministre de la Santé et proche de Pierre Méhaignerie, maire de la commune et ministre de l'Agriculture, avait été marquée par le délabrement des murs du monastère,. Celui-ci est depuis démis de sa vocation première et abrite, dans la chapelle, un musée d'orfèvrerie religieuse moderne et contemporaine, qui expose notamment des œuvres de Placide Poussielgue-Rusand.
Le monastère devient alors la propriété de l'Association d'Insertion Sociale d'Ille-et-Vilaine, le site ayant été réaménagé en Foyer de jeunes travailleurs. Toute une partie des jardins a dès lors été repensée pour pouvoir accueillir des logements provisoires, des infrastructures associatives et estudiantines. La Vitréenne football club, l'Association Pour l’Action Sociale et Éducative en Ille-et-Vilaine, l'École des métiers de l'Alimentation et Aqualeha, un laboratoire d'analyse sensorielle, ont ainsi leurs locaux en bord de Vilaine, sur d'anciennes propriétés des hôpitaux. Cependant, ces établissements et associations sont aujourd'hui en difficulté ou prévoient de déménager plus en périphérie face au délabrement grandissant des locaux anciens et nouveaux. C'est pourquoi une étude de l'École nationale supérieure d'architecture de Bretagne de 2016 prévoit la réhabilitation et le réaménagement du site, dans le cadre de la vente du monastère dont les ailes principales sont longtemps inaccessibles et fermées aux visiteurs,. En 2021, la ville de Vitré devient locataire du monastère afin de porter un projet d'urbanisme transitoire original avant de définir avec plus d'exactitude l'avenir du monument. Celui-ci, désormais pleinement inscrit aux monuments historiques, ouvre alors ses portes au public qui se voit proposer, jusqu'en 2023, des projets culturels portés par quatre associations. Ainsi, le verger du monastère devient un espace de sensibilisation aux enjeux environnementaux et le parc un cadre de restauration et de théâtre. Finalement, ce sont soixante-neuf logements qui sont appelés à s'installer dans les locaux du monastère, tant dans le bâtiments conventuels principaux que dans les annexes et le corps de ferme présents dans le parc.

## La chapelle Saint-Nicolas
L'élément le plus notable des hôpitaux est la chapelle, qui est la seule partie de l'ensemble à être classée aux monuments historiques. Construite aux XVe et XVIe siècles dans un style gothique flamboyant, elle est l'un des symboles de l'essor de la ville de Vitré, riche sous l'Ancien Régime d'une bourgeoisie puissante structurée par la confrérie des Marchands d'Outre-Mer active au sein de la compagnie française des mers orientales. Le vitrail ouvrant sur le chœur et la rosace font face à tous ceux qui pénètrent la ville par le nord, faisant de cette chapelle un élément monumental du paysage architectural vitréen et l'un des symboles du patrimoine de la ville.

## Galerie

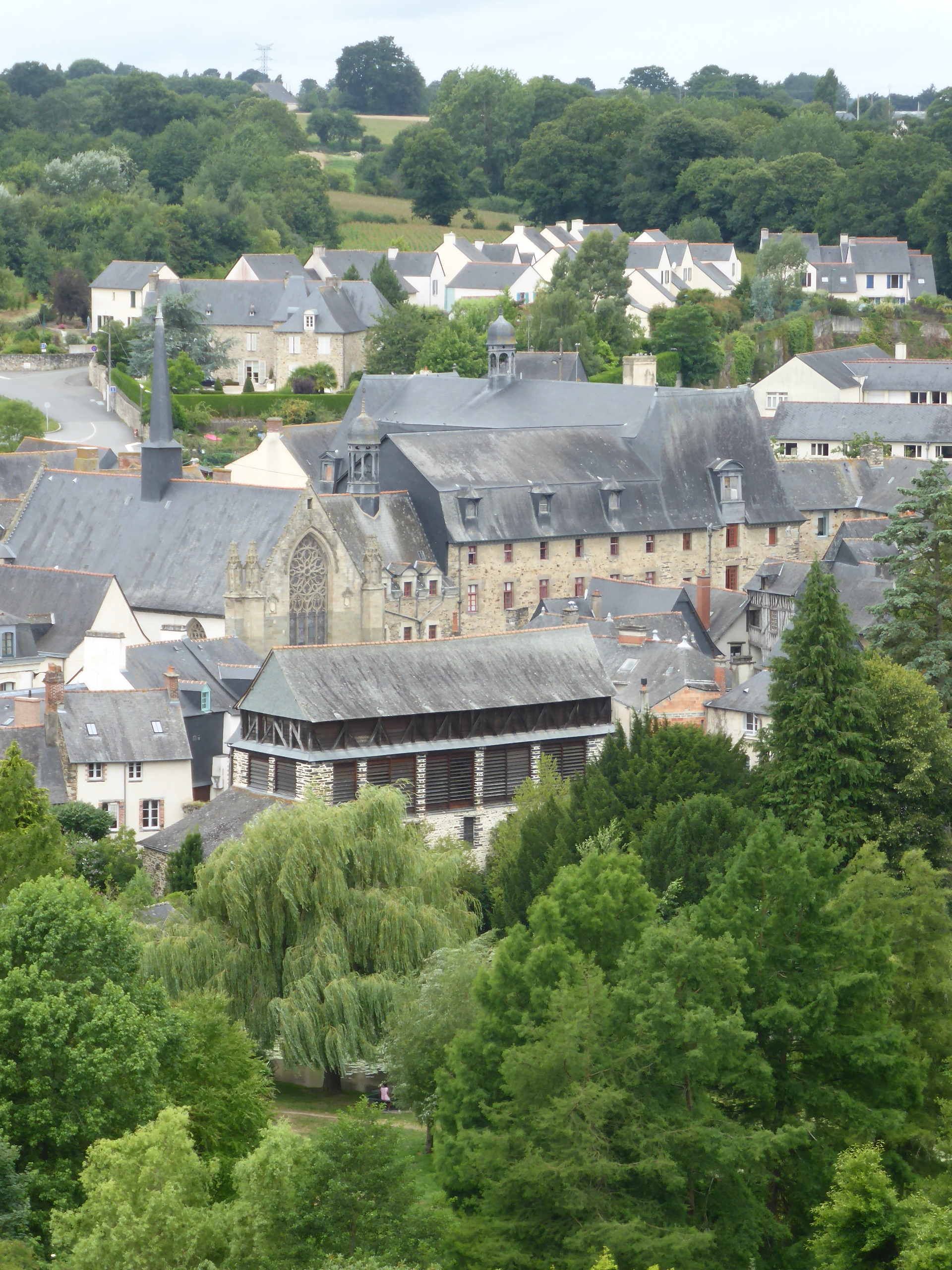
Le monastère, l'ancienne tannerie et le pré des Lavandières.
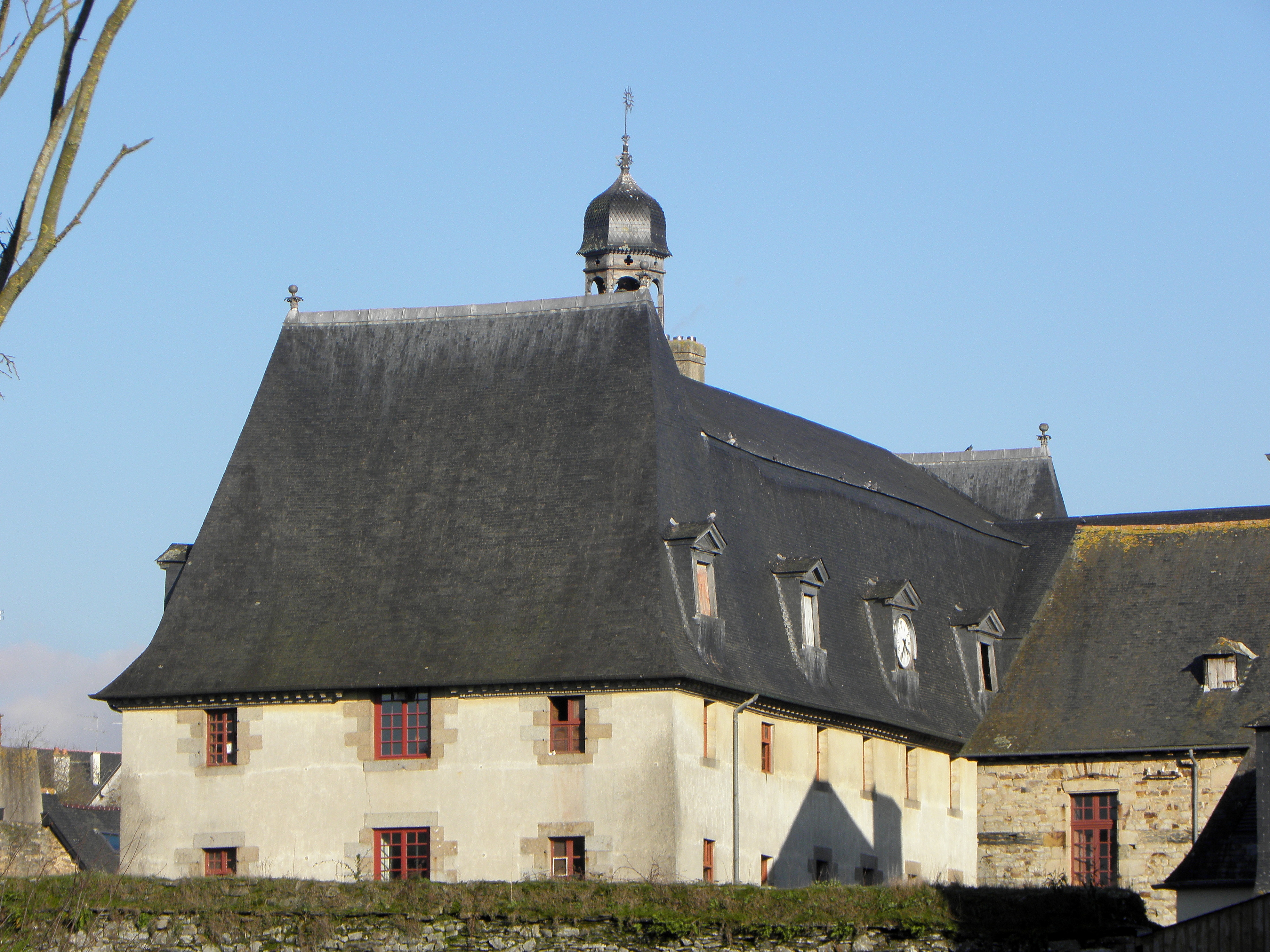
L'aile nord vue depuis le jardin.
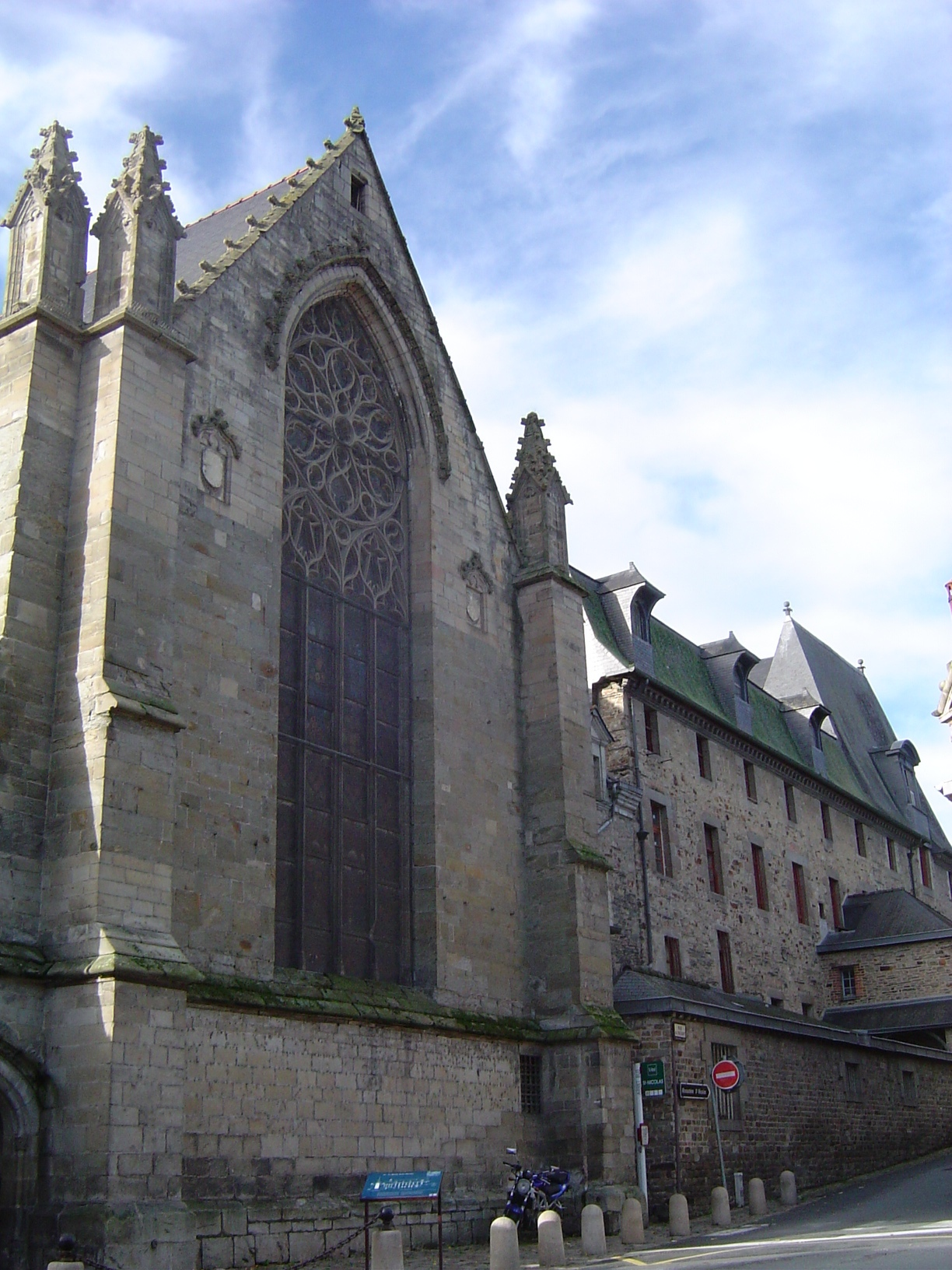
La chapelle et l'aile est.
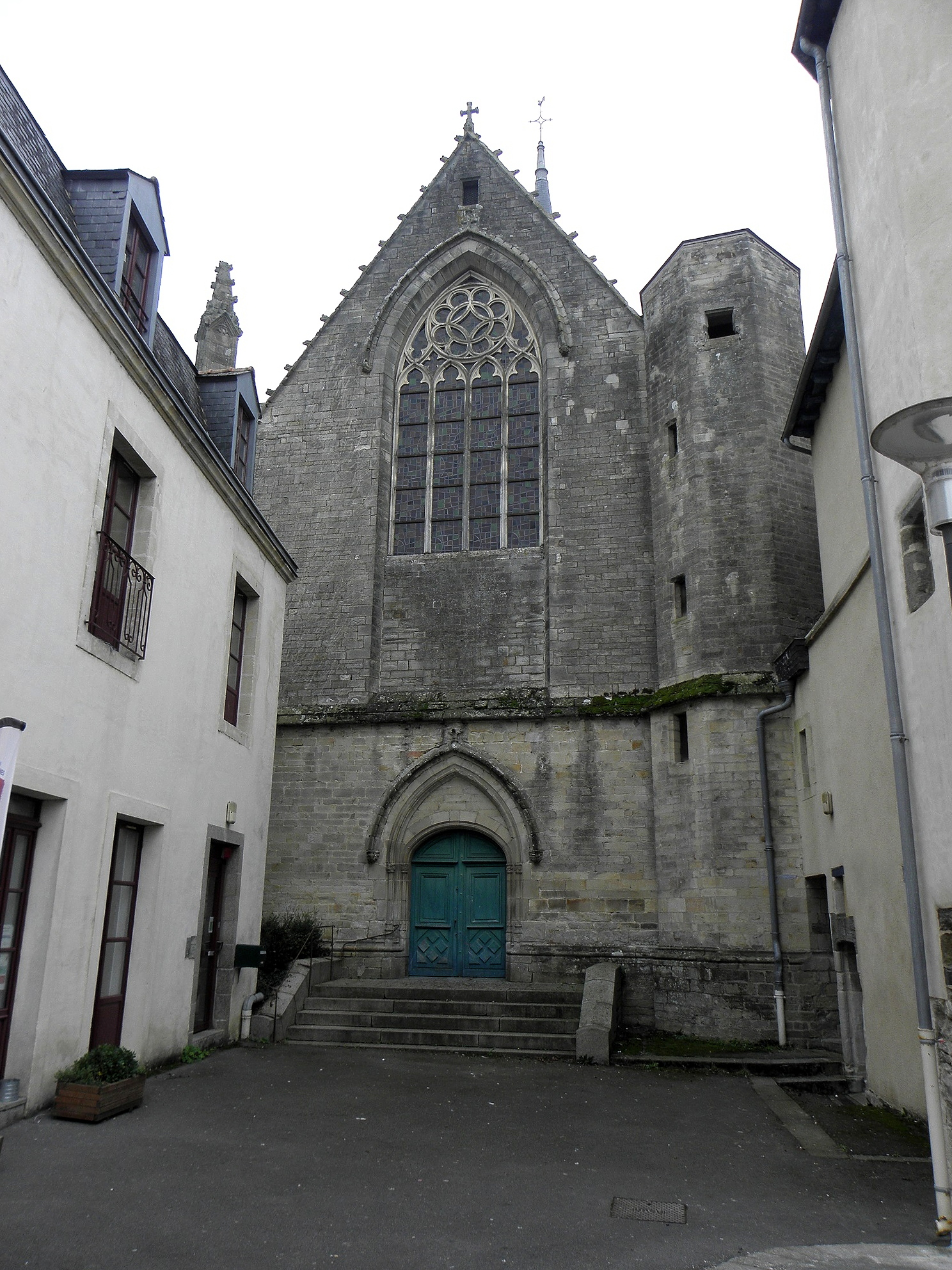
La chapelle.
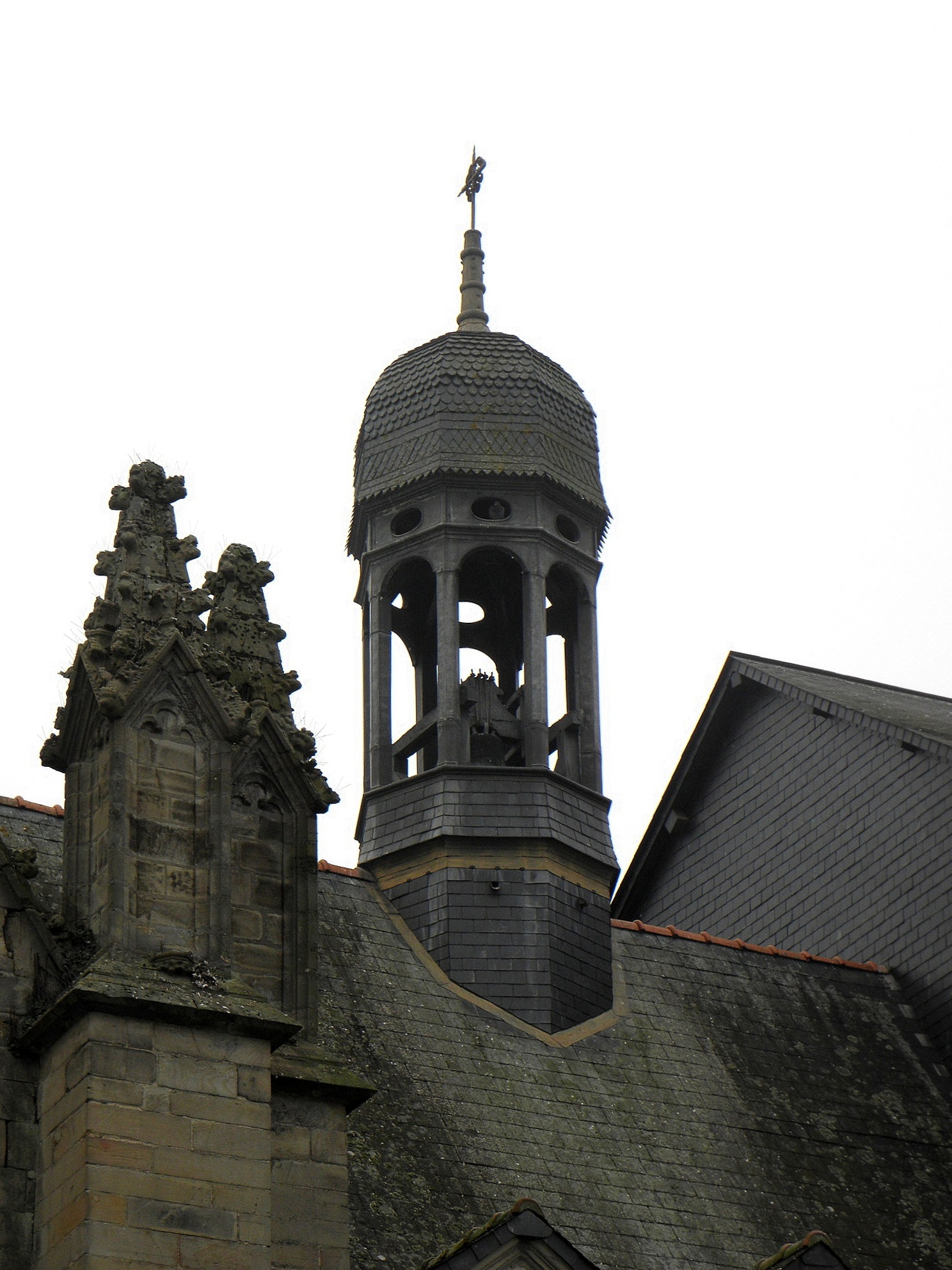
Détail de la toiture.
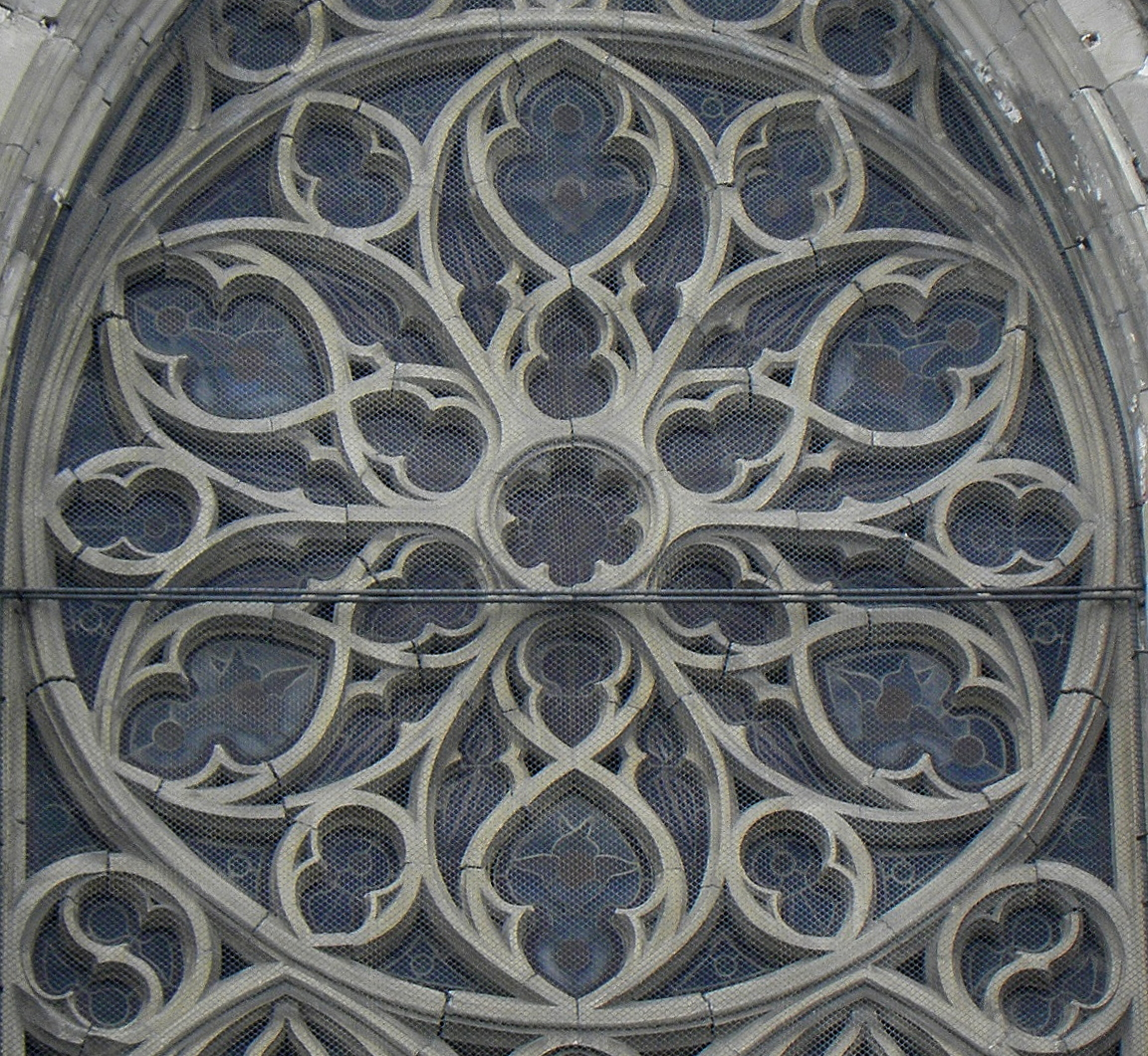
Détail de la grande rosace.